# Хосе Альфредо Флорес Лопес
Хосе Альфредо Флорес Лопес (ісп. José Alfredo Flores Lopez; нар. 3 серпня 2003, Санта-Крус-де-ла-Сьєрра, Болівія) — болівійський футболіст, нападник клубу «Зе Стронгест», який виступає в оренді за криворізький «Кривбас».

## Клубна кар'єра
Вихованець «Академії Тауїчі», перший тренер — Рональд Арана. На початку березня 2020 року опинився в структурі «Зе Стронгеста», де спочатку виступав за молодіжну команду. На початку травня 2021 року переведений до першої команди. 10 липня 2021 року в матчі проти «Реал Потосі» дебютував у болівійській Прімері. У жовтні 2021 року продовжив контракт з клубом. З 15 лютого 2024 року й до його завершення виступав в оренді за інший болівійський клуб, «Рояль Парі».
5 серпня 2025 року відправився в 1-річну оренду з правом викупу до «Кривбасу», де став першим болівійцем в історії клубу.

## Кар'єра в збірній
У 2019 році у складі юнацької збірної Болівії Флорес взяв участь у юнацькому чемпіонаті Південної Америки у Перу. На турнірі зіграв у матчах проти команд Еквадору, Венесуели, Перу та Чилі. 
У 2023 році у складі молодіжної збірної Болівії взяв участь у молодіжному чемпіонаті Південної Америки у Колумбії. На турнірі зіграв у матчі проти збірної Уругваю.